# Nấm men

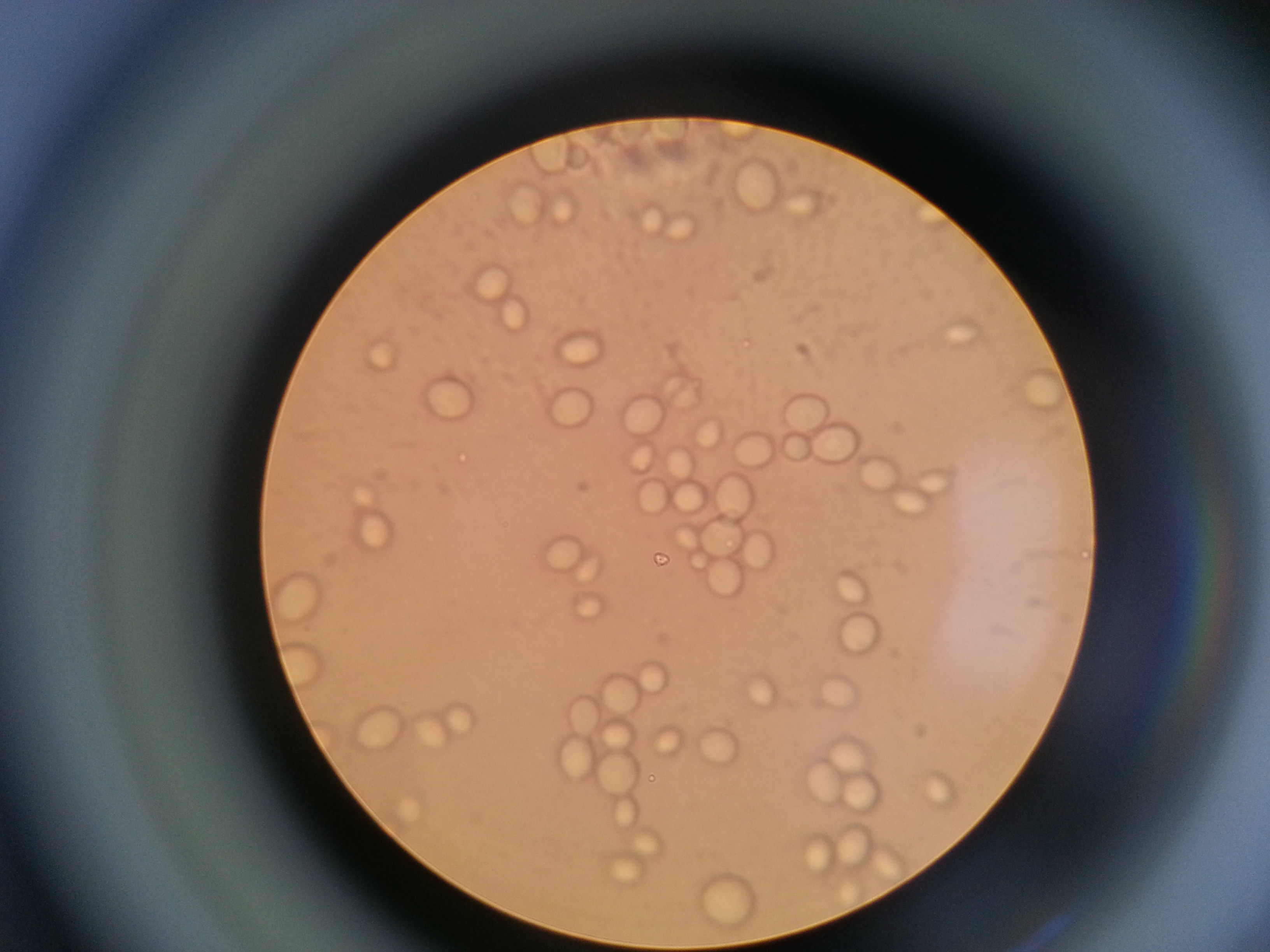
Hình ảnh Nấm men qua kính hiển vi

Men trong bài này là các loài vi sinh vật. Các nghĩa khác, xem bài Men.
Nấm men là các loài nấm đơn bào, với một số ít các loài thường được sử dụng để lên men bánh mì hay trong sản xuất các loại đồ uống chứa cồn, cũng như trong một số mẫu tế bào nhiên liệu đang thử nghiệm. Phần lớn các loài men thuộc về ngành Nấm túi (Ascomycota), mặc dù có một số loài thuộc về ngành Nấm đảm (Basidiomycota). Một số ít các loài nấm, chẳng hạn như Candida albicans, có thể gây bệnh ở người (Candidiasis). Trên 1.000 loài men đã được miêu tả. Loài men được con người sử dụng phổ biến nhất là Saccharomyces cerevisiae, nó được dùng để sản xuất rượu vang, bánh mì và bia từ hàng nghìn năm trước.

## Sinh lý học
Các loài men có thể là các vi sinh vật hiếu khí bắt buộc hoặc là các vi sinh vật kỵ khí không bắt buộc. Hiện nay người ta vẫn chưa thấy có men thuộc loại kỵ khí bắt buộc. Khi thiếu oxy, các loài men tạo ra năng lượng cho chúng bằng cách chuyển hóa các cacbohyđrat thành dioxide cacbon và êtanol (rượu) hoặc axít lactic. Trong sản xuất rượu, bia thì người ta thu lấy êtanol, còn trong việc sản xuất bánh mỳ thì dioxide cacbon tạo ra độ xốp cho bánh mỳ và phần lớn êtanol bị bay hơi.
Ví dụ đã đơn giản hóa quá trình phân hủy glucoza như sau:
C6H12O6 (glucoza) →2C2H5OH + 2CO2

## Sử dụng trong công nghệ sinh học
Các thuộc tính sinh lý học có ích của men đã dẫn tới việc sử dụng chúng trong công nghệ sinh học. Quá trình lên men các loại đường bởi men là ứng dụng lâu đời và rộng rãi nhất của công nghệ này. Men bánh mỳ được sử dụng để sản xuất bánh mỳ, men bia được dùng để sản xuất bia, và men cũng được sử dụng trong sản xuất rượu vang. Men cũng là một trong số các sinh vật mẫu được sử dụng rộng rãi nhất trong nghiên cứu di truyền học và tế bào sinh học.

## Sinh sản
Men có thể sinh sản vô tính thông qua mọc chồi hoặc hữu tính thông qua sự hình thành của nang bào tử. Trong quá trình sinh sản vô tính, chồi mới phát triển từ men mẹ khi các điều kiện thích hợp và sau đó, khi chồi đạt tới kích thước của men trưởng thành thì nó tách ra khỏi men mẹ. Khi các điều kiện dinh dưỡng kém các men có khả năng sinh sản hữu tính sẽ tạo ra các nang bào tử. Các men không có khả năng đạt được chu trình sinh sản hữu tính đầy đủ được phân loại trong chi Candida.

## Công dụng
Các đặc tính sinh lý hữu ích của nấm men đã dẫn đến việc sử dụng chúng trong lĩnh vực công nghệ sinh học . Lên men đường bằng nấm men là ứng dụng lâu đời nhất và lớn nhất của công nghệ này. Nhiều loại men được sử dụng để làm nhiều loại thực phẩm: men làm bánh mì trong sản xuất bánh mì, men bia trong quá trình lên men bia , men trong quá trình lên men rượu vang và sản xuất xylitol .  Cái gọi là men gạo đỏ thực chất là một loại nấm mốc , Moncus purpureus . Nấm men bao gồm một số sinh vật mẫu được sử dụng rộng rãi nhất cho di truyền học và sinh học tế bào.

### Đồ uống có cồn
Đồ uống có cồn được định nghĩa là đồ uống có chứa ethanol (C2H5OH). Ethanol này hầu như luôn được sản xuất bằng quá trình lên men  - quá trình chuyển hóa carbohydrate bởi một số loài nấm men trong điều kiện kỵ khí hoặc oxy thấp. Đồ uống như mật ong, rượu vang, bia hoặc rượu chưng cất đều sử dụng men ở một số giai đoạn sản xuất. Đồ uống chưng cất là đồ uống có chứa ethanol đã được tinh chế bằng cách chưng cất . Nguyên liệu thực vật chứa carbohydrate được lên men bằng men, tạo ra dung dịch ethanol loãng trong quá trình này. Các loại rượu mạnh như whisky và rượu rum được điều chế bằng cách chưng cất các dung dịch etanol loãng này. Các thành phần khác ngoài ethanol được thu thập trong phần ngưng tụ, bao gồm nước, este và các loại rượu khác, (ngoài rượu được cung cấp bởi gỗ sồi mà nó có thể được ủ trong đó) tạo nên hương vị của đồ uống.

### Làm bánh
Nấm men, phổ biến nhất là S. cerevisiae , được sử dụng trong nướng bánh như một chất tạo men , nơi nó chuyển đổi thức ăn /đường có thể lên men có trong bột nhào thành khí carbon dioxide . Điều này làm cho bột nở ra hoặc nổi lên khi khí tạo thành túi hoặc bong bóng. Khi bột được nướng, men chết và các túi khí "đóng rắn", tạo cho sản phẩm nướng có kết cấu mềm và xốp. Việc sử dụng khoai tây, nước luộc khoai tây, trứng hoặc đường trong bột nhào bánh mì sẽ làm tăng tốc độ phát triển của nấm men. Hầu hết các loại men dùng trong làm bánh đều thuộc cùng một loại phổ biến trong quá trình lên men rượu. Ngoài ra, Saccharomyces exiguus (còn gọi là S. minor), một loại men hoang dã được tìm thấy trên thực vật, trái cây và ngũ cốc, đôi khi được sử dụng để nướng bánh. Trong sản xuất bánh mì, ban đầu nấm men hô hấp hiếu khí, tạo ra carbon dioxide và nước. Khi oxy cạn kiệt, quá trình lên men bắt đầu, tạo ra ethanol như một chất thải; tuy nhiên, điều này bay hơi trong quá trình nướng. 
Một khối men tươi nén
Người ta không biết khi nào men lần đầu tiên được sử dụng để nướng bánh mì. Các bản ghi đầu tiên cho thấy việc sử dụng này đến từ Ai Cập cổ đại. Các nhà nghiên cứu suy đoán rằng hỗn hợp bột mì và nước đã được để lâu hơn bình thường vào một ngày ấm áp và các loại men xuất hiện trong chất gây ô nhiễm tự nhiên của bột mì đã khiến nó lên men trước khi nướng. Bánh mì thu được sẽ nhẹ hơn và ngon hơn so với bánh mì phẳng, cứng thông thường.
Men khô hoạt tính, một dạng hạt trong đó men được bán thương mại.
Ngày nay, có một số nhà bán lẻ men làm bánh; một trong những phát triển trước đó ở Bắc Mỹ là Fleischmann's Yeast , vào năm 1868. Trong Thế chiến II, Fleischmann's đã phát triển một loại men khô hoạt tính dạng hạt không cần làm lạnh, có thời hạn sử dụng lâu hơn men tươi và tăng nhanh gấp đôi. Men làm bánh cũng được bán dưới dạng men tươi được nén thành một "chiếc bánh" hình vuông. Dạng này nhanh hỏng nên phải sử dụng ngay sau khi sản xuất. Có thể sử dụng dung dịch nước và đường loãng để xác định xem men có hết hạn hay không. Trong dung dịch, men hoạt động sẽ sủi bọt khi nó lên men đường thành ethanol và carbon dioxide. Một số công thức gọi điều này là kiểm chứng men, vì nó "chứng minh" (kiểm tra) khả năng tồn tại của men trước khi các thành phần khác được thêm vào. Khi sử dụng chất khởi động bột chua , bột mì và nước được thêm vào thay vì đường; điều này được gọi là chứng minh miếng bọt biển.
Khi men được sử dụng để làm bánh mì, nó được trộn với bột mì , muối và nước ấm hoặc sữa. Bột được nhào cho đến khi mịn, sau đó để bột nở ra, đôi khi cho đến khi bột nở gấp đôi. Bột sau đó được định hình thành ổ bánh mì. Một số bột nhào bánh mì được đánh bật lại sau một lần nở và để bột nở trở lại (điều này được gọi là ủ bột ) và sau đó được nướng. Thời gian ủ lâu hơn sẽ mang lại hương vị thơm ngon hơn, nhưng men có thể không ủ được bánh mì ở giai đoạn cuối nếu để quá lâu ngay từ đầu.

### Xử lý sinh học
Một số loại men có thể tìm thấy ứng dụng tiềm năng trong lĩnh vực xử lý sinh học . Một loại men như vậy, Yarrowia lipolytica , được biết là có khả năng phân hủy nước thải của nhà máy dầu cọ , TNT (một chất gây nổ) và các hydrocacbon khác , chẳng hạn như ankan , axit béo , chất béo và dầu.  Nó cũng có thể chịu được nồng độ muối và kim loại nặng cao ,  và đang được nghiên cứu về tiềm năng của nó như một chất hấp thụ sinh học kim loại nặng. Saccharomyces cerevisiae có khả năng xử lý sinh học các chất ô nhiễm độc hại như asen từ nước thải công nghiệp.  Các bức tượng bằng đồng được biết là đã bị xuống cấp bởi một số loài men.  Các loại men khác nhau từ các mỏ vàng của Brazil tích lũy sinh học các ion bạc tự do và phức hợp.

### Đồ uống không cồn
Một số đồ uống có ga ngọt có thể được sản xuất bằng các phương pháp tương tự như bia, ngoại trừ quá trình lên men được dừng lại sớm hơn, tạo ra carbon dioxide, nhưng chỉ một lượng nhỏ rượu, để lại một lượng đường dư đáng kể trong đồ uống.

### Thực phẩm bổ sung
Men được sử dụng như một thành phần trong thực phẩm để tạo vị umami , giống như cách sử dụng bột ngọt (MSG) và giống như bột ngọt, thường chứa axit glutamic tự do . Các ví dụ bao gồm: 
- Chiết xuất nấm men , được làm từ nội dung bên trong của nấm men và được sử dụng làm phụ gia thực phẩm hoặc hương vị . Phương pháp chung để tạo chiết xuất men cho các sản phẩm thực phẩm như Vegemite và Marmite ở quy mô thương mại là tự phân hủy bằng nhiệt , tức là thêm muối vào huyền phù men, làm cho dung dịch ưu trương, dẫn đến tế bào co lại. Điều này kích hoạt quá trình tự phân giải , trong đó các enzym tiêu hóa của nấm men phá vỡ protein của chính chúng thành các hợp chất đơn giản hơn, một quá trình tự hủy diệt. Các tế bào nấm men sắp chết sau đó được làm nóng để hoàn thành quá trình phân hủy của chúng, sau đó vỏ trấu (men có thành tế bào dày sẽ tạo ra kết cấu kém) được loại bỏ. Dịch tự phân men được sử dụng ở Vegemite và Promite (Úc); Marmite (Vương quốc Anh); Marmite không liên quan (New Zealand); Vitam-R (Đức); và Cenovis ( Thụy Sĩ ).
- Mảnh men dinh dưỡng có màu vàng Men dinh dưỡng , là các tế bào men khô, đã khử hoạt tính, thường là S. cerevisiae . Thường ở dạng vảy hoặc bột màu vàng, hương vị hạt dẻ và vị umami của nó làm cho nó trở thành một chất thay thế thuần chay cho bột phô mai.  Một cách sử dụng phổ biến khác là làm lớp phủ cho bỏng ngô. Nó cũng có thể được sử dụng trong khoai tây nghiền và chiên, cũng như trong trứng bác . Nó ở dạng mảnh, hoặc ở dạng bột màu vàng có kết cấu tương tự như bột ngô . Ở Úc, nó đôi khi được bán dưới dạng "miếng men mặn".
- Cả hai loại thực phẩm lên men ở trên đều giàu vitamin B tổng hợp (ngoài vitamin B12 trừ khi được tăng cường),  khiến chúng trở thành thực phẩm bổ sung dinh dưỡng hấp dẫn cho người ăn chay trường.  Các loại vitamin tương tự cũng được tìm thấy trong một số sản phẩm lên men bằng men đã đề cập ở trên, chẳng hạn như kvass .  Đặc biệt, men dinh dưỡng có ít chất béo và natri tự nhiên, đồng thời là nguồn cung cấp protein và vitamin cũng như các khoáng chất và đồng yếu tố khác cần thiết cho sự tăng trưởng. Nhiều nhãn hiệu men dinh dưỡng và chiết xuất men, mặc dù không phải tất cả, đều được bổ sung vitamin B12 , được sản xuất riêng bởi vi khuẩn.

Năm 1920, Công ty Men Fleischmann bắt đầu quảng cáo bánh men trong chiến dịch "Men cho sức khỏe". Ban đầu họ nhấn mạnh men là nguồn cung cấp vitamin, tốt cho da và tiêu hóa. Quảng cáo sau đó của họ tuyên bố có nhiều lợi ích sức khỏe hơn nhiều và đã bị Ủy ban Thương mại Liên bang chỉ trích là gây hiểu lầm . Mốt bánh men kéo dài cho đến cuối những năm 1930.

### Men vi sinh
Một số chất bổ sung men vi sinh sử dụng men S.boulardii để duy trì và phục hồi hệ thực vật tự nhiên trong đường tiêu hóa. S.boulardii đã được chứng minh là làm giảm các triệu chứng tiêu chảy cấp tính, giảm khả năng nhiễm trùng do Clostridium difficile (thường được xác định đơn giản là C. difficile hoặc C. diff),  giảm nhu động ruột trong hội chứng ruột kích thích tiêu chảy chiếm ưu thế bệnh nhân,  và giảm tỷ lệ mắc bệnh tiêu chảy liên quan đến 
kháng sinh - du lịch - và HIV/AIDS. 

### Nghiên cứu khoa học
Một số loại nấm men, đặc biệt là S. cerevisiae và S. pombe , đã được sử dụng rộng rãi trong di truyền học và sinh học tế bào, phần lớn bởi vì chúng là các tế bào nhân thực đơn giản , phục vụ như một mô hình cho tất cả các sinh vật nhân chuẩn, bao gồm cả con người, để nghiên cứu các quá trình cơ bản của tế bào như như chu kỳ tế bào , sao chép DNA , tái tổ hợp , phân chia tế bào và trao đổi chất . Ngoài ra, nấm men dễ dàng được thao tác và nuôi cấy trong phòng thí nghiệm, điều này đã cho phép phát triển các kỹ thuật tiêu chuẩn mạnh mẽ, chẳng hạn như lai hai loại nấm men ,  phân tích mảng di truyền tổng hợp ,  và phân tích tứ diện . Nhiều protein quan trọng trong sinh học của con người lần đầu tiên được phát hiện bằng cách nghiên cứu các chất tương đồng của chúng trong nấm men; những protein này bao gồm protein chu trình tế bào , protein tín hiệu và enzyme xử lý protein. 
Vào ngày 24 tháng 4 năm 1996, S. cerevisiae được công bố là sinh vật nhân chuẩn đầu tiên có bộ gen của nó , bao gồm 12 triệu cặp cơ sở , được giải trình tự đầy đủ như một phần của Dự án Bộ gen .  Vào thời điểm đó, đây là sinh vật phức tạp nhất được giải trình tự bộ gen đầy đủ và công việc kéo dài bảy năm cùng với sự tham gia của hơn 100 phòng thí nghiệm để hoàn thành.  Loài nấm men thứ hai được giải trình tự bộ gen là Schizosaccharomyces pombe, được hoàn thành vào năm 2002. Đó là bộ gen của sinh vật nhân chuẩn thứ sáu được giải trình tự và bao gồm 13,8 triệu cặp cơ sở. Tính đến năm 2014, hơn 50 loài nấm men đã được giải trình tự và công bố bộ gen của chúng. 

### Nhà máy sinh học biến đổi gen
Nhiều loài nấm men khác nhau đã được biến đổi gen để sản xuất hiệu quả các loại thuốc khác nhau, một kỹ thuật được gọi là kỹ thuật trao đổi chất .  S. cerevisiae dễ biến đổi gen; sinh lý học, sự trao đổi chất và di truyền học của nó đã được biết rõ, và nó có thể được sử dụng trong các điều kiện công nghiệp khắc nghiệt. Nhiều loại hóa chất thuộc các nhóm khác nhau có thể được sản xuất bằng men biến đổi gen, bao gồm phenolics, isoprenoids, alkaloids và polyketide. Khoảng 20% dược phẩm sinh học được sản xuất từ S.cerevisiae , bao gồm insulin , vắc-xin phòng viêm gan, và albumin huyết thanh người.

## Môi trường phát triển
Nhiều loài men có thể được cô lập từ các môi trường giàu đường. Một số ví dụ điển hình là các loại quả và quả mọng (chẳng hạn nho, táo hay đào), các dịch tiết ra từ thực vật (chẳng hạn như nhựa cây). Một số loài men được tìm thấy sống cùng côn trùng hay dưới đất.
Môi trường phổ biến được sử dụng để nuôi cấy men là PDA (potato dextrose agar- Thạch khoai tây dextroza) hay PDB (potato dextrose broth- Nước luộc khoai tây detroza). Nước chát của khoai tây được tạo ra bằng cách hấp (luộc áp suất) khoai tây cắt nhỏ với nước trong 5 - 10 phút và sau đó chắt nước luộc. Sau đó dextroza (glucoza) được thêm vào (10 g/L) và môi trường được khử trùng bằng cách hấp lại.